# جوزپه جمیتی
جوزپه جمیتی (انگلیسی: Giuseppe Gemiti؛ زادهٔ ۳ مهٔ ۱۹۸۱) بازیکن فوتبال اهل آلمان است.
از باشگاه‌هایی که در آن بازی کرده‌است می‌توان به باشگاه فوتبال آینتراخت فرانکفورت، باشگاه فوتبال پیاچنزا، باشگاه فوتبال لیورنو، باشگاه فوتبال مودنا، باشگاه فوتبال باری، باشگاه فوتبال جنوآ، باشگاه فوتبال اودینزه، باشگاه فوتبال کیه‌وو ورونا، و باشگاه فوتبال نووارا اشاره کرد.
وی همچنین در تیم‌های ملی فوتبال جوانان آلمان، زیر ۲۰ سال آلمان، و زیر ۲۱ سال آلمان بازی کرده‌است.